# Кукушкина, Евгения Сергеевна
Евге́ния Серге́евна Куку́шкина (26 февраля 1963, Москва, РСФСР, СССР) — российский востоковед, ведущий специалист по литературе Индонезии и Малайзии, вице-президент «Общества Нусантара», доцент, заведующая кафедрой филологии стран ЮВА, Монголии и Кореи Института стран Азии и Африки МГУ (2008-2023).

## Краткая биография
В 1985 году окончила Институт стран Азии и Африки (ИСАА) при МГУ.
В 1985—1995 гг. научный сотрудник отдела литератур народов Азии Института востоковедения Академии наук СССР. В 1987—1988 гг. стажировалась по малайскому языку в Университете Малайя (Куала-Лумпур, Малайзия). В 1989—1990 гг. работала диктором-переводчиком редакции вещания на Малайзию Московского радио (Говорит Москва). В 1990 г. защитила диссертацию на звание кандидата филологических наук на тему: «Неотрадиционализм в современной индонезийской поэзии: 60-80-е гг.».
С 1995 г. преподаватель малайского языка и литературы в ИСАА. В 1998—2001 гг. работала в Университете Малайя преподавателем русского языка. Доцент с 2002 г.
С 2008 по 2023 г. — заведующая кафедрой филологии стран ЮВА, Кореи и Монголии Института стран Азии и Африки МГУ.

## Научный вклад
Е. С. Кукушкина является в настоящее время единственным в России крупным специалистом по малайской и индонезийской литературе.
Соавтор первого учебника малайского языка, получившего положительную оценку как в стране, так и за рубежом, член авторского коллектива первого в России Большого малайско-русского словаря.
Опубликовала многочисленные статьи в сборниках и журналах, в том числе высокорейтинговых, входящих в список Web of Science (например, в британском «Indonesia and the Malay World»), публикация в которых в некоторых странах (например, в Малайзии) приравнивается по значимости к монографии.
Автор программ учебных дисциплин «История литературы Малайзии», «История литературы Индонезии», «Введение в малайскую спецфилологию» и ряда срецкурсов.
С 1980 года член Общества Нусантара, с 2012 года — научный секретарь, с 2016 года — вице-президент общества. С 2009 года — консультант редакционной коллегии журнала «Indonesia and the Malay World» (Англия).

## Основные публикации
- «Традиционные элементы в творчестве А. Латифа Мохидина, современного малайзийского поэта». — Теоретические проблемы изучения литератур Востока. Часть 2. М.: 1987, 58-71.
- «Поэтическая религия Субагио Састровардойо». — Литература и культура народов Востока. М.: 1990, 68-105.
- «Исламский театр в Малайзии: пьеса Нурдина Хассана „Чиндей“». — «Суфлёр. Журнал зарубежной драматургии. Современная зарубежная драма», № 4, 1992, 157—162.
- «Встреча трех красок»: немного о своеобразии малайскоязычной поэзии Сингапура". — Сингапур — перекресток малайского мира. Малайско-индонезийские исследования, VII. М.: Красная гора, 1996, 47-58.
- «Poetry-Writing as a Mystical Act and as a Way Out of Inner Crisis: Subagio Sastrowardoyo’s Verse». — «Indonesia and the Malay World». Vol. 25, № 71, March 1997, 83 — 88.
- «The problematics of Malay novellistics of the 80th». — Национальное строительство и литературный/культурный процесс в Юго-Восточной Азии. Доклады и выступления на международном семинаре. Москва 24-27 июня 1996, Институт стран Азии и Африки при Московском государственном университете имени М. В. Ломоносова. М.: Общество «Нусантара», 1997, 134—140.
- «Wajah Puisi Melayu Singapura: Adakah Raut Peribadi?». — «Dewan Sastera», Julai, 1999, 84-87.
- «The Poetry of ‘Mantera’: the Archaic Charm as Interpreted by an Indonesian Poet». — «Indonesia and the Malay World». Vol. 28. No. 81, 2000, 109-25.
- «Литературы малайского мира». — Изучение литератур Востока. Россия, XX век. М.: Восточная литература, 2002, 468—497.
- «Прошлое как зеркало настоящего: два литературных мифа на одну историческую тему или еще раз о национальном вопросе». — Малайско-индонезийские исследования, Выпуск 16. М.: Гуманитарий, 2004, 176—196.
- «Malaysia Versus Indonesia: Fluctuating Feelings of Brotherhood as Reflected in Contemporary Malaysian Writing». — The Portrayal of Foreigners in Indonesian and Malay Literatures: Essays on the Ethnic «Other». Braginsky, Vladimir, Murtagh, Ben (ed.). Mellen Press, 2007.
- «Роман А. Самада Саида „Утренний дождь“: нераскрытая тайна малайского характера». — Малайско-индонезийские исследования. Выпуск XVIII. М.: Общество Нусантара, 2008, 66-94.
- «Patterns of Visualisation in Contemporary Malaysian Drama». — «Indonesia and the Malay World». Vol 36. № 104, March 2008, 67 — 85.
- Учебник малайского (малайзийского) языка. М.: Академия гуманитарных исследований, 2006 (совместно с Т. В. Дорофеевой).
- Большой малайско-русский словарь. Около 60 тыс. слов. Консультант Проф. Д-р Асмах Хаджи Омар. М.: «Ключ-С», 2013 (совместно с Т. В. Дорофеевой и В. А. Погадаевым).
- «Fictive Textual Sources as an Element of Plot in Malaysian Prose and its Relation to the Identity Problem». — Mengharungi Laut Sastera Melayu. Esei Penghargaan kepada Profesor Emeritus V.I. Braginsky. Kuala Lumpur: DBP, 2013, 489—517.
- «Довоенная малайская литература: от англофилии к англофобии». — Губеровские чтения. Выпуск 3. Страны Юго-Восточной Азии и Запад: многообразие форм взаимодействия. История и Современность. М.: ИСАА МГУ МГУ, 2013, 215—227.
- (ред.) В поисках мечты. Современная поэзия Индонезии в переводах Виктора Погадаева. Москва: Ключ-С, Джакарта: ХВ Проджект, 2016. 96 с. ISBN 978-5-906751-68-3, ISBN 978-602-14750-7-2
- "Христианство в зеркале малайской литературы первой половины XX века". - Христианство в Южной и Юго-Восточной Азии: история и современность. М.: Издательство "Ключ-С", 2016, с.292-308.
- "Воспоминания о Т.В. Дорофеевой: учителе и коллеге" // Малайско-индонезийские исследования. Выпуск XX. М.: Общество Нусантара, ИВ РАН, 2018, с. 286-290.
- К 70-летию Погадаева Виктора Александровича. Список основных работ // Малайско-индонезийские исследования. Выпуск XX. М.: Общество Нусантара, ИВ РАН, 2018, с. 322-334.
- (ред.) Гости вечерней зари (Tetamu Senja). Антология малайской виртуальной поэзии. В переводах Виктора Погадаева. Составитель Ван Абу Бакар. Оформление художника Мисбаха Тамрина. Москва: Ключ-С, 2018. 140 с. ISBN 978-5-6040535-2-2

## Награды
- Грамота Министерства образования и науки Российской Федерации «За вклад в подготовку квалифицированных специалистов в области востоковедения» (2013)
- Грамота в ознаменование 60-летия ИСАА МГУ (2016)